# Носорога игуана
Носорога игуана (лат. Cyclura cornuta) је гмизавац из реда Squamata. Име је добила по очврслим израштајима на њушци, које су налик на рошчиће. Мужјаци су већи и имају дуже „рогове“ од женки.

## Угроженост
Врста се сматра угроженом од изумирања.

## Распрострањеност
Ареал врсте је ограничен на мањи број држава. 
Врста је присутна у Хаитију, Доминиканској Републици, Порторику.

## Станиште
Сув, камени терен у приморским областима, суво шумско грмље, суптропске шуме или пустиње. У току дана су активне, док се ноћу повлаче у пећине, јазбине, шупљине у деблима дрвећа или између стена. Као и многи други гмизаваци,  телесну температуру регулишу сунчањем на сунцу како би се загрејале или тражећи хлад, када је превруће.

## Размоножавање
Размножавају се једном годишње, непосредно пре или на почетку првог кишне сезоне, од априла до маја. Отприлике 40 дана после парења,  између јуна и августа  женке лежао између од две до 34 јаја (у просеку 17) у шупљине које ископају у песаку. Жене чувају гнезда свега неколико дана после полагања, а млади се излегу тек после 80-так дана. Млади достижу пуну зрелост неколико година после излегања. Мада за ову врсту није позната просечан животни век, зна се да могу да доживе и по неколико деценија и да спадају у једну од најдуговечнијих врста гуштера.

## Подврсте
- Cyclura cornuta ssp. cornuta
- Cyclura cornuta ssp. stejnegeri